# Pulvinulina
Pulvinulina, en ocasiones erróneamente denominado Pulvinula, es un género de foraminífero bentónico normalmente considerado un subgénero de Eponides, es decir, Eponides (Pulvinulina), pero aceptado como sinónimo posterior de Eponides de la Subfamilia Eponidinae, de la Familia Eponididae, de la Superfamilia Discorboidea, del Suborden Rotaliina y del Orden Rotaliida. Su especie-tipo era Eponides repandus. Su rango cronoestratigráfico abarcaba desde el Liásico (Jurásico inferior) hasta la Actualidad.

## Clasificación
Se han descrito numerosas especies de Pulvinulina. Entre las especies más interesantes o más conocidas destacaba:
- Pulvinulina repandus, también considerado como Eponides (Pulvinulina) repandus, y aceptado como Eponides repandus

Un listado completo de las especies descritas en el género Pulvinulinapuede verse en el siguiente anexo.